# Anisoplia villosa
Anisoplia villosa (Goeze,1777) è un Coleottero appartenente alla famiglia Scarabaeidae (sottofamiglia Rutelinae).

## Descrizione

### Adulto
Si tratta un coleottero di dimensioni medio piccole, oscillanti tra i 7 e i 12 mm di lunghezza. Gli adulti presentano una colorazione variabile con elitre generalmente brunastre nel maschio e rossastre con chiazze scure nella femmina.

## Biologia
Gli adulti sono visibili da maggio ad agosto e prediligono terreni sabbiosi. Si possono trovare appesi a steli di graminacee di cui gli adulti si nutrono. Le larve si sviluppano alle spese delle radici delle stesse piante.

## Distribuzione
A. villosa è diffusa in Spagna, Francia, Svizzera, nord Italia e Europa centrale.